# Combat d'Aschaffenbourg
Guerre austro-prussienne
Batailles
- front austro-prussien

- Hühnerwasser
- Podol
- Trautenau
- Nachod
- Langensalza
- Oswiecim
- Münchengrätz
- Soor
- Skalitz
- Gitschin
- Königinhof
- Schweinschædel
- Sadowa (Königgrätz)
- Dermbach
- Kissingen
- Aschaffenbourg
- Hundheim
- Blumenau
- Tauberbischofsheim
- Werbach
- Helmstadt/Uettingen
- Gerchsheim
- Uettingen/Roßbrunn/Hettstadt

- front austro-italien

- Custoza
- Val Vestino
- Cimego
- Pieve di Ledro
- Monte Nota
- Monte Suello
- Lissa
- Bezzecca
- Primolano
- Borgo
- Cimego
- Levico
- Versa

Le combat d'Aschaffenbourg eut lieu le 14 juillet 1866 sur la rivière Main, entre l'armée prussienne et les armées alliés de l’Autriche dans la guerre austro-prussienne.

## Contexte
Après la capitulation de Hanovre le 29 juin 1866, les troupes prussiennes avancent vers le sud de l’Allemagne. D'abord, ils battent les troupes bavaroises à Kissingen. Puis les Prussiens se dirigent vers l'ouest en direction de Francfort.

## Déroulement
Les Prussiens du général August Karl von Goeben (1816-1880) traversent le Spessart, remportent un combat à Laufach contre les troupes de Hesse-Darmstadt et avancent vers Aschaffenbourg. Arrivés, les Prussiens défirent le VIIIe corps de l'armée fédérale de la Confédération germanique qui se composait des troupes d'Autriche, du Grand-duché de Hesse et de l'électorat de Hesse sous le commandement de Erwin von Neipperg. La ville d'Aschaffenbourg est prise d'assaut au cours de combats de rue féroces. Les troupes fédérales doivent se retirer vers l’ouest de l’autre côté de la rivière Main. Cela ouvre aux Prussiens la voie de Francfort, occupée dès le 16 juillet.

## Conséquences
L'armée fédérale se retire de Francfort et marche au sud-est pour s'unir avec les Bavarois à la rivière Tauber pour une contre-attaque. L'armée prussienne la poursuit.